# Benamejí
Benamejí és un municipi de la província de Còrdova a la comunitat autònoma d'Andalusia, a la comarca de la Subbética cordovesa.

## Demografia
| 1996  | 1998  | 1999  | 2000  | 2001  | 2002  | 2003  | 2004  | 2005  | 2006  |
| ----- | ----- | ----- | ----- | ----- | ----- | ----- | ----- | ----- | ----- |
| 4.682 | 4.735 | 4.763 | 4.788 | 4.800 | 4.847 | 4.854 | 4.897 | 5.030 | 5.072 |